# Calendário Pindura
Calendário Pindura é um projeto de calendário idealizado e produzido pelos desenhistas brasilienses Caio Gomez, Stêvz e Biu. A primeira edição foi lançada em 2008 (com o calendário de 2009), publicado pela editora Pégasus Alado, tendo como tema uma história em quadrinhos sobre um bar, com uma ilustração diferente para cada mês apresentando desde o momento em que um bar abria até seu fechamento. No ano seguinte, foram convidados 53 artistas de oito Estados diferentes, cada um responsável por fazer uma ilustração para cada semana do ano com o tema "ponto de ônibus" (contudo, dessa vez sem contar uma história em sequência, apenas com ilustrações independentes sobre o tema em comum). Em 2010 e 2011, o calendário permaneceu com a estrutura de um tema comum para as ilustrações semanais, todas feitas com artistas independentes brasileiros. Em 2011, o Calendário Pindura 2011 (lançado em 2010) ganhou o Troféu HQ Mix na categoria "melhor projeto editorial".